# Burghley House

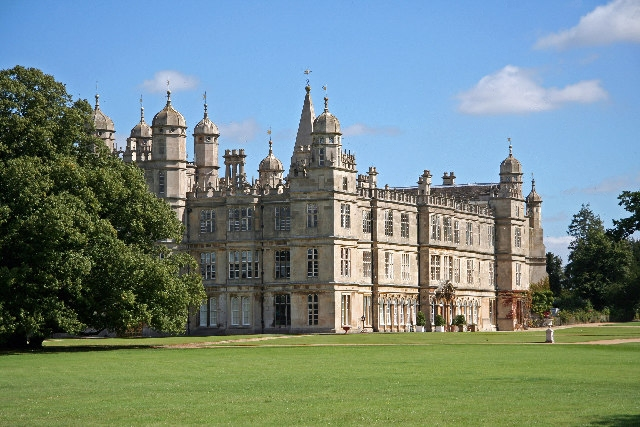
Burghley House von Südwesten (2005)

Burghley House ist ein englisches Landschloss vom Ende des 16. Jahrhunderts in der englischen Unitary Authority City of Peterborough unweit von Stamford in Lincolnshire. Es gilt als eines der herausragendsten Beispiele für die Architektur des späten Elisabethanischen Zeitalters und dient seitdem als Familiensitz.

## Architektur

### Fassaden
Eine Besonderheit unter den englischen Schlössern und Landsitzen sind die reich verzierten Fassaden. Von den Außenfassaden abgesehen ist die Fassade des Mittelpavillons im Innenhof kunsthistorisch von besonderer Bedeutung. Der ausführende Architekt bediente sich verschiedener Elemente zur Gestaltung: Im unteren und ersten Geschoss entnahm er die Ausführung einem Element der französischen Architektur, das sog. Triumphbogen-Motiv. Im zweiten darüber ist das Erkerfenster wiederum klassische englische Architektur. Die Verzierungen um die Uhr im Dachgeschoss sowie die weiteren Schnörkelarbeiten hingegen stammen von flämischen Vorbildern. Die Fassade wird beiderseits gerahmt von hochgesockelten Säulenpaaren um Nischen nach klassischem Kanon, also unten dorisch, darüber ionisch und oben korinthisch.

### Gebäude
Burghley House ist ein aus hellen Quadern errichtetes, vierflügeliges Gebäude, das einen rechteckigen Innenhof umschließt. An seiner nordöstlichen Ecke befinden sich Wirtschaftsgebäude, die sich um zwei weitere Höfe gruppieren. Seine Dächer sind mit zahlreichen Dekorelementen wie Türmchen, Laternen, Bogengängen und Säulen verziert. Sogar die Kamine sind architektonisch dekoriert. Es ist die Zeit des Tudorstils, und die ersten Renaissance-Einflüsse sind bereits deutlich erkennbar. Im Inneren können mehr als 115 Räume gezählt werden.
Die Schlosskapelle stammt aus Italien und gehörte ursprünglich zu einer Kirche auf Murano in der Nähe von Venedig. Sie wurde dort Stein für Stein abgetragen und in England wieder aufgebaut.
Zu besichtigen ist im Inneren des Schlosses eine der größten Privatsammlungen italienischer Kunst, chinesischen Porzellans, Tapisserien und Möbel aus dem 18. Jahrhundert sowie die erste inventarisierte Sammlung japanischer Keramiken im Westen, die von John Cecil, 5. Earl of Exeter, und seiner Frau, Lady Anne Cavendish, in den 1680er und 1690er Jahren zusammengetragen wurden. Viele der Gemächer bieten schöne Stuckarbeiten oder großartige Deckengemälde von unter anderem Antonio Verrio und seinem Schüler Louis Laguerre. Die große Küche mit ihrem Fächergewölbe und ihrer reichen Ausstattung an Kupfergeräten liegt in einem der ältesten noch erhaltenen Räume.

### Garten- und Parkanlagen
In den Anfangszeiten von Burghley House war der Garten noch vergleichsweise klein. Anfang des 18. Jahrhunderts legte der Gartenarchitekt George London dekorative Fischteiche, Terrassen, Kanäle und einen Irrgarten an.
Ein paar Jahrzehnte später mussten die meisten dieser Gartendetails weichen, als der berühmte englische Landschaftsgärtner Capability Brown ab 1756 den 100 Hektar großen Park im englischen Landschaftsstil umgestaltete, wobei er sich an schon vorhandener, teils sehr alter Bepflanzung orientierte. Von ihm stammen auch der 7 Hektar große See sowie die Lion Bridge.
Bereits seit dem 16. Jahrhundert lebt dort eine große Herde Damhirsche.

## Geschichte

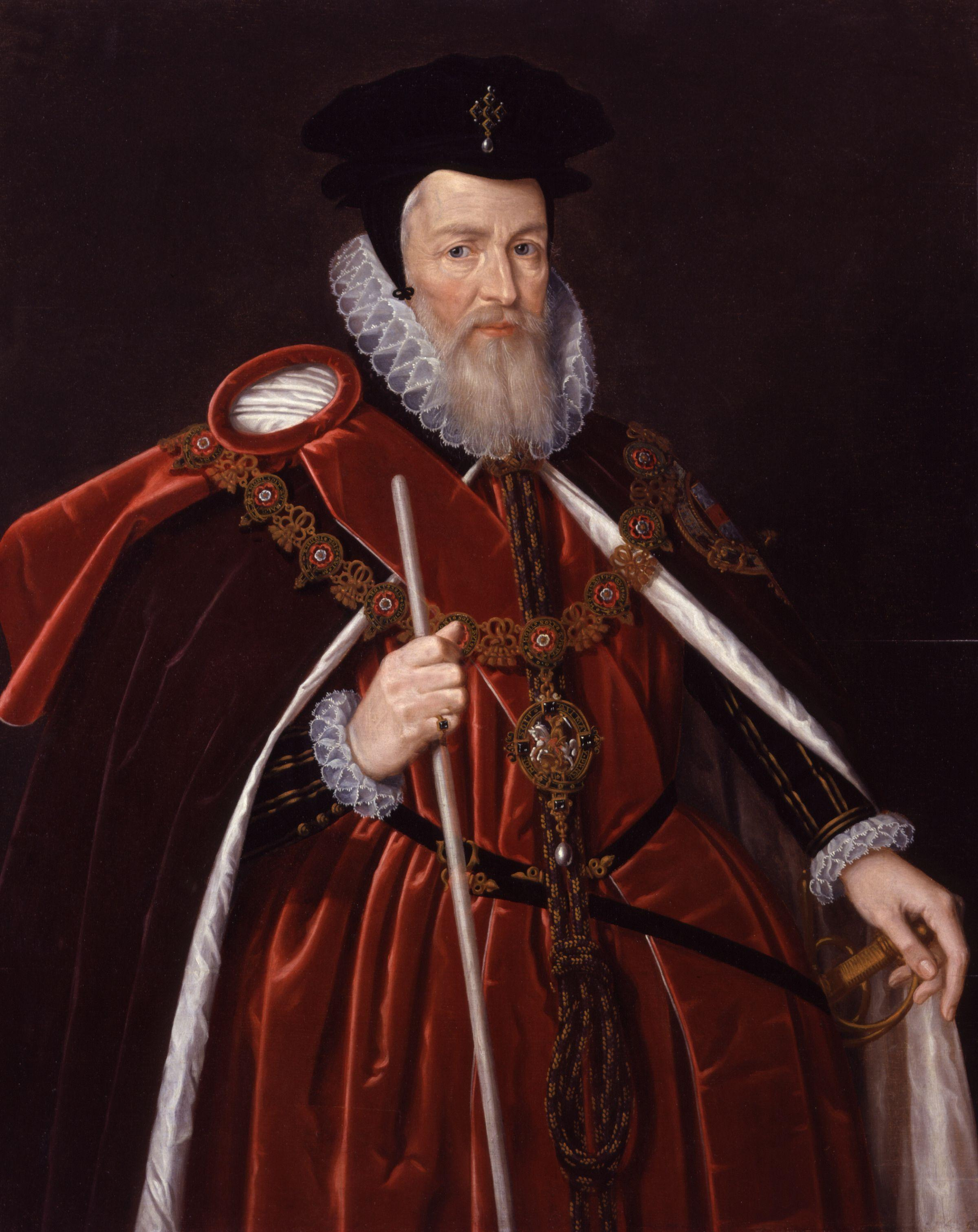
William Cecil ließ Burghley House errichten

Erbaut wurde Burghley House in den Jahren 1555 bis 1587 von William Cecil, 1. Baron Burghley, Schatzmeister der Königin Elisabeth I. Zu Ehren der Königin besaß das Gebäude einen E-förmigen Grundriss. Das Land war zuvor Williams Vater, einem Bediensteten am Hofe Heinrichs VIII. und Eduards IV., vom Königshaus überlassen worden, nachdem das dort befindliche Kloster von Peterborough 1536 aufgelöst worden war. Höchstwahrscheinlich fungierte Sir William Cecil selbst als Architekt, hatte aber einen Steinmetz namens Henryk aus Antwerpen zur Seite, der ihn sowohl bei den Entwürfen als auch bei der Ausführung beriet. Während der 32-jährigen Bauzeit war William Cecil allerdings nur selten anwesend, und auch später bewohnte er das Haus nie über längere Zeit, da er meist in London bei Hofe war. Das Anwesen wurde zum Stammsitz der Cecils, die 1605 den Titel eines Earls of Exeter und 1801 den eines Marquess of Exeter verliehen bekamen.
Im 17. Jahrhundert wurde der Westflügel des Schlosses von John Cecil, 5. Earl of Exeter, neu gestaltet, unter anderem damit die immense Sammlung an Kunstschätzen untergebracht werden konnte, die er und seine Frau, Lady Anne Cavendish, auf mehreren langen Reisen durch Frankreich und Italien erstanden. Dabei wurden im Südflügel die bisherigen offenen Loggien des Erdgeschosses in geschlossene Räume umgebaut und viele Zimmer erstmals möbliert. Viele Barockgemälde und Deckenmalereien entstanden in jener Phase, so wurden zum Beispiel die folgenden von dem italienischen Maler Antonio Verrio gestaltet: der Heaven Room mit den Darstellungen antiker Götter – sein wohl bedeutendstes Meisterwerk – sowie das daran anschließende Hell Staircase mit der Darstellung des Sensenmanns und des aufklaffenden Mauls einer großen Katze, in dem die Seelen gepeinigt werden – seine letzte Arbeit für Burghley House.
Als John Cecil 1700 starb, waren die Umbauarbeiten noch nicht abgeschlossen und kamen anschließend zum Erliegen. Erst Brownlow Cecil, 9. Earl of Exeter, ließ die Arbeiten fortsetzen und dabei den heutigen Landschaftspark anlegen. Unter anderem wurde der 36.000 Quadratmeter große Schlossteich zu einem 105.000 Quadratmeter großen See vergrößert, der wie ein mäandernder Fluss aussieht. Capability Brown nahm aber nicht nur auf die Gestaltung des Parks Einfluss, sondern auch auf die des Gebäudes. Auf sein Anraten hin ließ Brownlow Cecil den damaligen Nordwest-Flügel niederlegen, um eine bessere Sicht auf die neue Parkanlage zu haben. Außerdem wurden die Südfassade erhöht und die architektonischen Schmuckelemente so angeordnet, dass eine strengere Symmetrie des Gebäudes erreicht wurde. Schließlich wurden in dieser Zeit die Staatsgemächer (die George Rooms) ausgestattet und möbliert.
Burghley House ist heute im Besitz einer durch die Familie Cecil gegründeten Stiftung zur Erhaltung der Anlage, und er gehört dem Konsortium Treasure Houses of England an. 2019 wurde Framlingham Castle von rund 108.000 Personen besucht. 2024 betrug die Besucherzahl etwa 136.000 Personen.

## Filmaufnahmen
Das Schloss diente schon häufig als Kulisse für Filmproduktionen. In Stolz und Vorurteil, einer Verfilmung des gleichnamigen Romans von Jane Austen aus dem Jahr 2005, diente Burghley House als Schloss Rosings von Lady Catherine De Bourgh, während die Great Hall des Schlosses im Film The Da Vinci Code – Sakrileg für die Szenen in der päpstlichen Residenz in Castel Gandolfo zum Einsatz kam.

## Reitsport
Seit 1961 finden jedes Jahr auf dem Gelände von Burghley House die Burghley Horse Trials statt. Diese Veranstaltung gehört zu den sechs höchstklassierten Wettbewerben im Vielseitigkeitsreiten.